# Арман Колен
„Арман Колен“ (на френски: Armand Colin) е френска издателска къща с историческо значение.

## Дейност
Създадена е през 1870 г. от Огюст Арман Колен. Бързо се превръща в главно издателство на трудове за висшето образование в сферата на хуманитарните науки, икономиката и образованието. В тази си дейност доминира до началото на 20 век. По-късно разширява дейността си.
През 1987 г. са закупени от „Издания Масон“ (Éditions Masson), които от 1994 г. стават част от издателство „Groupe de la Cité“. Арман Колен е част от издателство „Ашет“ (Hachette).